# Tim Berners-Lee

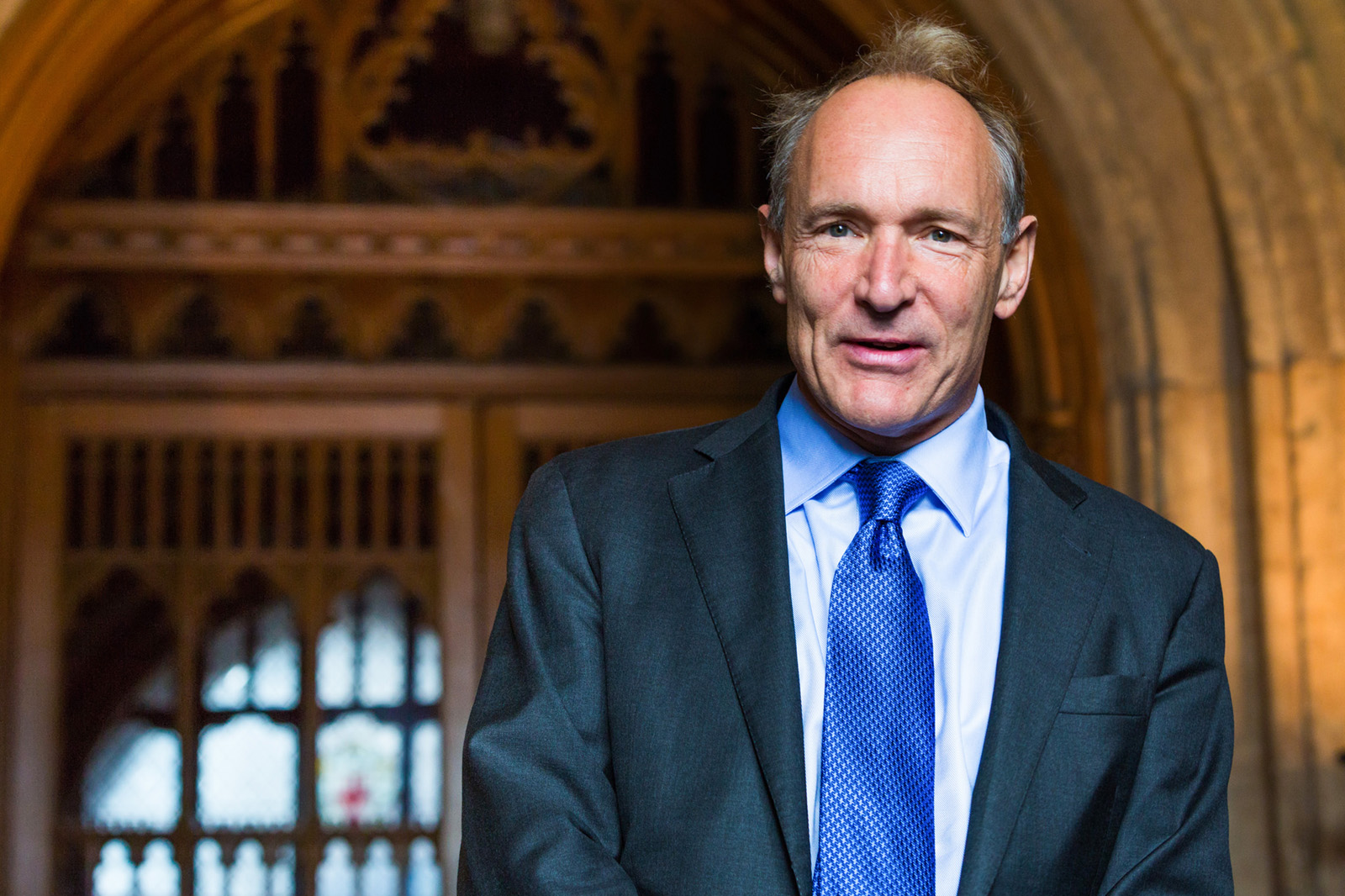
Tim Berners-Lee, 2014

Sir Timothy John Berners-Lee, OM, KBE, FRS, FRSA (* 8. Juni 1955 in London) ist ein britischer Physiker und Informatiker. Er ist der Entwickler der Hypertext Markup Language (HTML) und der Begründer des World Wide Web. Er steht dem World Wide Web Consortium (W3C) vor, ist Professor am Massachusetts Institute of Technology (MIT) und hat seit 2016 einen Lehrstuhl an der Universität Oxford.

## Leben

### Erste Jahre
Tim Berners-Lee ist der Sohn des Mathematiker-Ehepaares Mary Lee Woods und Conway Berners-Lee, das den Manchester Mark I mit entwickelte, und der Bruder des Ökologie-Professors Mike Berners-Lee. Er beschäftigte sich bereits als Jugendlicher mit Computern. Nach dem Abschluss an der Emanuel School in Battersea studierte er Physik an der Universität Oxford, wo er 1976 am Queen’s College abschloss. Es folgten zwei Jahre bei Plessey Telecommunications Ltd in Poole. 1978 wechselte er zu D.G Nash Ltd (Ferndown), wo er als Softwareentwickler arbeitete. In seiner Zeit als beratender Ingenieur hatte er von Juni bis Dezember 1980 seinen ersten Kontakt zum europäischen Kernforschungszentrum CERN. 1981 bis 1984 war er Direktor von Image Computer Systems in Bournemouth, kehrte aber 1984 wieder zum CERN zurück.

### Berners-Lee und das World Wide Web

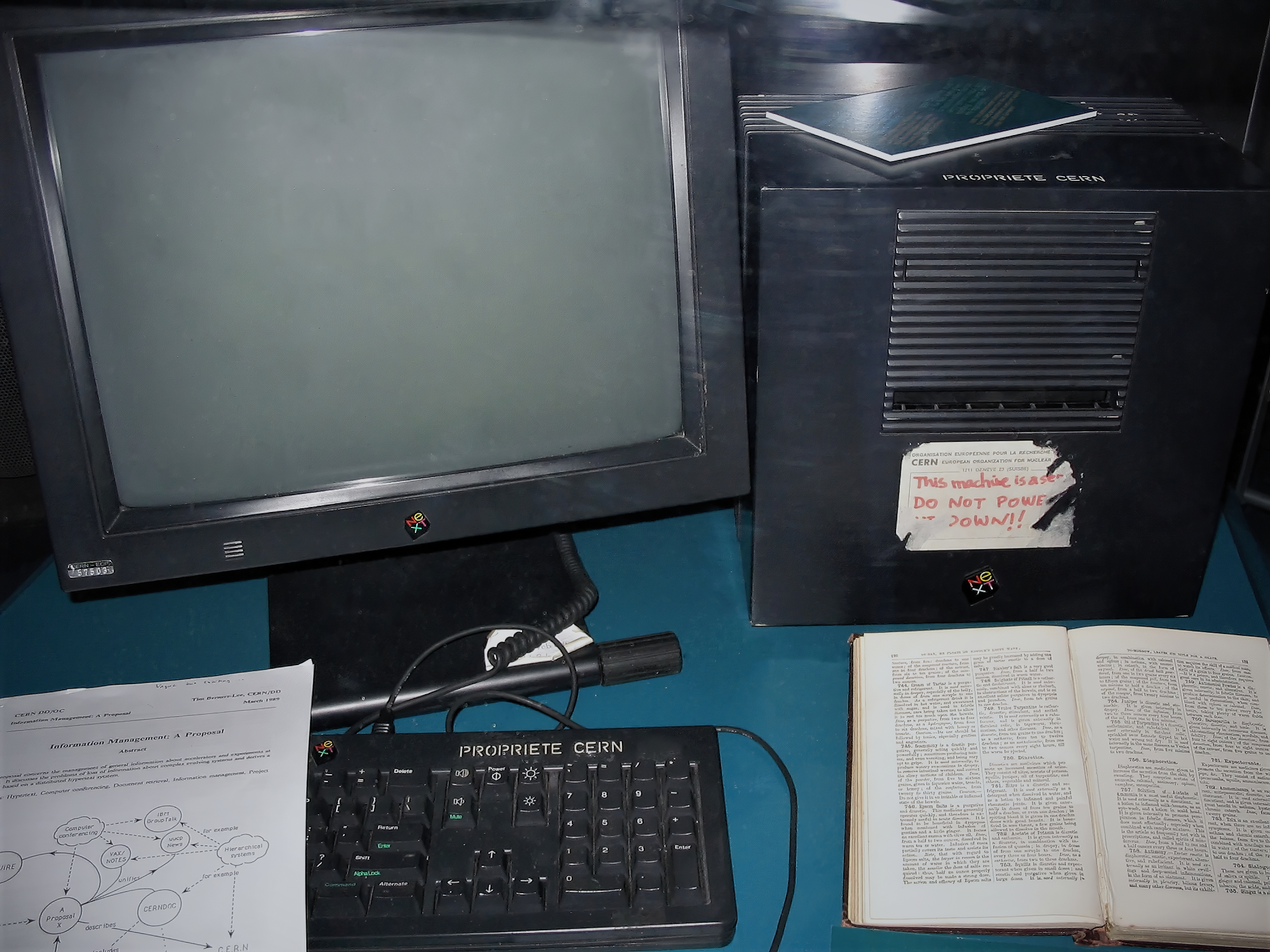
Der erste Webserver der Welt, entwickelt und implementiert von Berners-Lee auf einem NeXTcube-Computer

Ein Problem am CERN war, dass sich ein Teil der Laboratorien auf französischem, ein anderer auf schweizerischem Gebiet befindet. In den beiden Ländern herrschten unterschiedliche Netzwerk-Infrastrukturen, die den Austausch von Informationen erschwerten. Am 12. März 1989 schlug Berners-Lee seinem Arbeitgeber CERN ein Projekt vor, das auf dem Prinzip des Hypertexts beruhte und den weltweiten Austausch sowie die Aktualisierung von Informationen zwischen Wissenschaftlern vereinfachen sollte. 1990 veröffentlichte er mit Robert Cailliau ein Konzept für ein weltweites Hypertext-Projekt das Computerprogramm Enquire. In der Folgezeit entwickelte Berners-Lee die Seitenbeschreibungssprache HTML, das Transferprotokoll HTTP, die URL (der Name kam allerdings erst später), den ersten Browser WorldWideWeb und den ersten Webserver CERN httpd unter dem Betriebssystem NeXTStep. Dies sollte den Ursprung des World Wide Web darstellen.
Berners-Lee erstellte die erste Webpräsenz, info.cern.ch. Diese Website gibt es bis heute; allerdings existiert von dem ursprünglichen Inhalt nur noch eine Kopie aus dem Jahr 1992. Sie erläuterte unter anderem,
- was das World Wide Web sein sollte,
- wie man an einen Webbrowser kommt,
- wie man einen Webserver aufsetzt.

Ursprünglich war dies auch die erste einfache Suchmaschine, denn Berners-Lee betreute noch andere Webpräsenzen außer seiner eigenen.
Die Grundideen des World Wide Webs sind vergleichsweise einfach, Berners-Lee sah und verknüpfte sie jedoch in einer Weise, deren Möglichkeiten bis heute noch nicht vollständig ausgeschöpft sind.
1994 gründete Berners-Lee das World Wide Web Consortium (W3C) am Massachusetts Institute of Technology. Wichtig war, dass er seine Ideen und technischen Umsetzungen nicht patentierte, sondern frei weitergab. Auch auf die Maxime des World Wide Web Consortiums, nur patentfreie Standards zu verabschieden, hatte er starken Einfluss.
Berners-Lees religiöse unitarische Weltanschauung hat die Entwicklung des Webs nach eigener Aussage nicht explizit beeinflusst, jedoch gebe es Parallelen zu der religiös motivierten Idee, wie eine Gesellschaft funktionieren sollte: flache Hierarchien, harmonische Kooperation, Toleranz und Offenheit für Vielfalt, Vernunftgebrauch sowie Zuversicht in die Mitstreiter.
In seinem Buch Weaving the Web (deutsch: Der Web-Report, 1999) wird z. B. Folgendes betont:
- Das Web editieren zu können, ist genauso wichtig wie durch das Web zu browsen.
- Computer können genutzt werden, um im Hintergrund Aufgaben zu erledigen, damit Gruppen besser zusammenarbeiten können.
- Jeder Bereich des Internets sollte eher eine Netzstruktur als eine Baumstruktur haben. Erwähnenswerte Ausnahmen sind das Domain Name System und die Regeln für die Vergabe von Domainnamen durch die ICANN.
- Informatiker tragen nicht nur eine technische, sondern auch eine moralische Verantwortung.

Berners-Lees Vorstellung von der Zukunft des Internets ist das semantische Web.
2006 forderte er in seinem Aufsatz „Creating a Science of the Web“ die Etablierung einer eigenständigen Webwissenschaft.

### Seit 1999

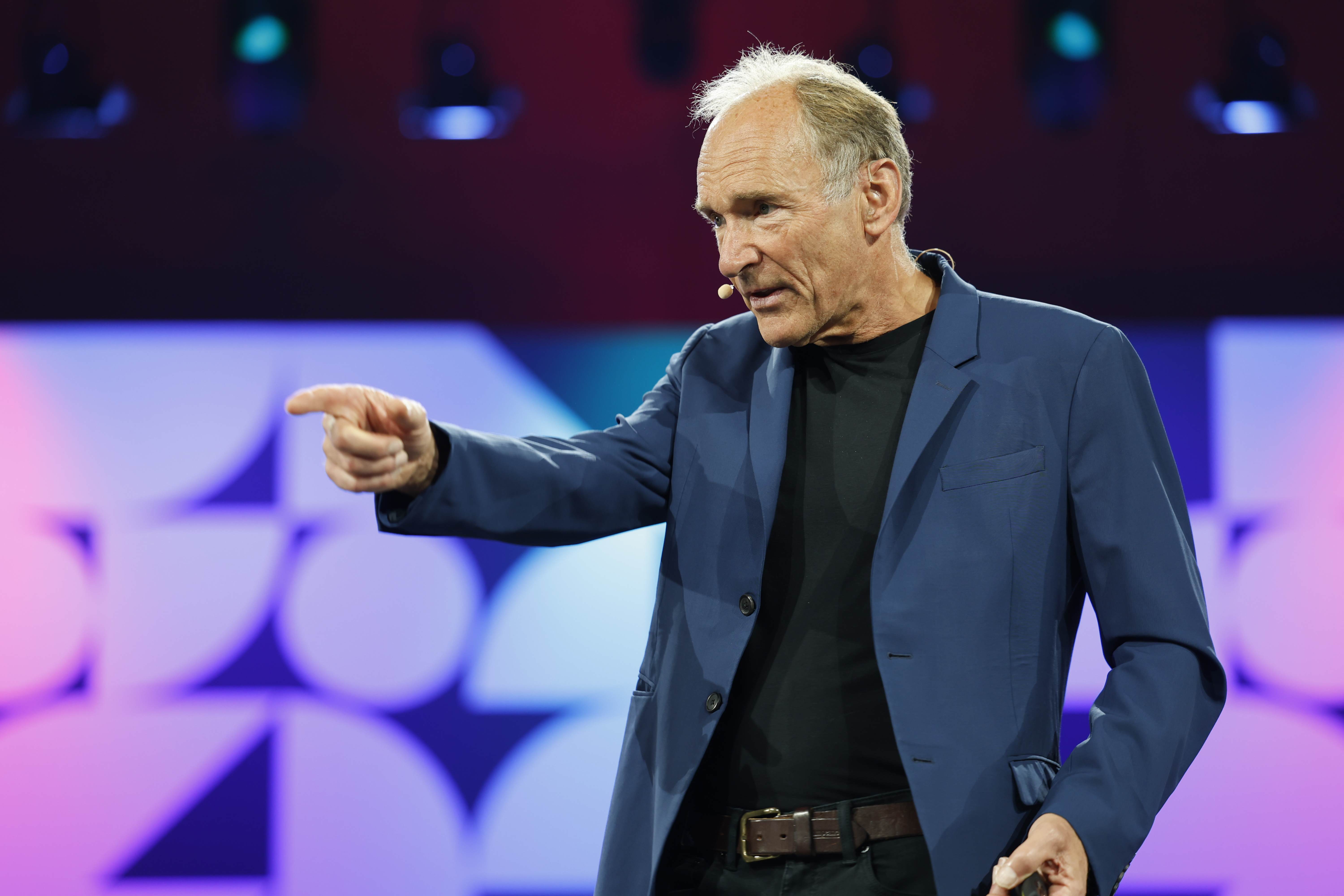
Berners-Lee auf WeAreDevelopers World Congress Berlin (2023)

Berners-Lee ist seit 1999 Inhaber des 3Com-Founders-Lehrstuhls am Laboratory for Computer Science des Massachusetts Institute of Technology (MIT). Zudem steht er dem World Wide Web Consortium vor, dem von ihm gegründeten offenen Forum für Unternehmen und Organisationen, das die weitere Entwicklung des WWW begleitet.
Seit 2006 entwickelt Berners-Lee das Konzept von Linked Data. Nicht mehr nur Dokumente sollten vernetzt in einem standardisierten Format veröffentlicht und verlinkt werden, sondern Daten aller Art. Regierungsdaten, Wetterdaten, Forschungsdaten und sogar persönliche Daten sollen auf viele Server verteilt online gestellt werden, um in diesen Daten suchen zu können, von Link zu Link zu springen und aus immer neuen Kombinationen Erkenntnisse ziehen zu können.
Das World Wide Web wurde 2010 für den Friedensnobelpreis vorgeschlagen. Da nur Institutionen mit persönlichen Repräsentanten ausgezeichnet werden dürfen, wurde Tim Berners-Lee gemeinsam mit Larry Roberts und Vint Cerf vorgeschlagen.
Berners-Lee nahm 2012 an der Eröffnungsveranstaltung der XXX. Olympischen Spiele in London teil, bei der er für die Erfindung des World Wide Web geehrt wurde.
2014 forderte er im Gefolge der Globalen Überwachungs- und Spionageaffäre einen Grundrechtekatalog für das Internet und die Loslösung der Vergabe von Domainnamen und IP-Adressen aus US-amerikanischer Hand.
Im Juli 2021 wurde ein NFT des Quellcodes des World Wide Webs von Tim Berners-Lee für umgerechnet 5,4 Millionen US-Dollar über Sotheby’s verkauft.

### Privates
Berners-Lee war von 1990 bis zur Scheidung im Jahr 2011 mit Nancy Carlson verheiratet. Aus der Ehe stammen zwei Kinder. 2014 heiratete Berners-Lee in London seine zweite Frau Rosemary Leith.
Sein Bruder Mike Berners-Lee ist Professor an der Lancaster University.

## Auszeichnungen
- 1995 erhielt er die Ehren-Nica des Prix Ars Electronica für die Einführung des Hypertext.[14]
- 1996 W. Wallace McDowell Award
- 1998 erhielt er den Eduard-Rhein-Technologiepreis „für die Schöpfung und Entwicklung des heute international sogenannten World Wide Web“.[15]
- 1998 MacArthur Fellow
- 2001 wurde er in die Royal Society und die American Academy of Arts and Sciences aufgenommen.
- 2002 erhielt er den Japan-Preis.
- 2004 wurde er von Königin Elisabeth II. für seine Verdienste im Bereich der Wissenschaft mit dem Orden Knight Commander of the Order of the British Empire (KBE) ausgezeichnet und damit in den Ritterstand erhoben.
- 2004 erhielt er den Millennium Technology Prize für seine Erfindung des World Wide Web.
- 2004 Mitglied der American Philosophical Society[16]
- 2004 wurde ein Asteroid nach ihm benannt: (13926) Berners-Lee.[17]
- 2005 erhielt er die Quadriga[18] in der Kategorie Netzwerk des Wissens.
- 2007 Aufnahme in den Order of Merit (OM) durch Königin Elisabeth II. (am 13. Juni)
- 2007 Charles-Stark-Draper-Preis
- 2009 Mitglied der National Academy of Sciences
- 2011 Ehrenmitglied der British Academy[19]
- 2013 Queen-Elizabeth-Preis für Ingenieurwissenschaften
- 2015 Gottlieb-Duttweiler-Preis[20]
- 2017 Axel Springer Award[21]
- 2017 Turing Award[22] (für 2016)

## Ehrendoktorwürden
- Doctor of Fine Arts (DFA hon.), Parsons The New School for Design, New York City, 1996
- Doctor of University (DU hon.), University of Essex, 1998
- Doctor of University (DU hon.), Southern Cross University, 1998
- Doctor of University (DU hon.), Open University, 2000
- Doctor of Laws (DLaw hon.), Columbia University, 2001
- Doctor of Science (DSc hon.), Universität Southampton, 1996
- Doctor of Science (DSc hon.), Oxford University, 2001
- Doctor of Science (DSc hon.), University of Port Elizabeth, 2002
- Doctor of Science (DSc hon.), Lancaster University, 2004
- Universitat Oberta de Catalunya, 2008
- Polytechnische Universität Madrid, 2009[23][24]
- Doctor of Engineering & Technology, Yale University, 2014[25]
- Doctor of Media and Governance, honoris causa, Keiō-Universität, 2017[26]